# گوموا
هائه گوموا (زاده ۸۶ ق. م - ۱۹ ق. م) (هانگول: 해금와؛ هانجا: 解金蛙) دومین فرمانروای دانگ بویو (بویو شرقی)، پادشاهی باستانی کره بود. داستان او در سامگوک ساگی، سامگوک یوسا و کتاب پادشاه دانگ‌میونگ روایت شده است.

## تولد و پیشینه
گئوموا (金蛙 یا 金蝸) پسر هائه بورو، پادشاه دانگ بویو بود. به گفته سامگوک یوسا، هائه بورو پیر و بدون وارث بود، وقتی کودکی طلایی رنگ قورباغه مانند (یا حلزون طلایی رنگ) را زیر یک صخره بزرگ در نزدیکی دریاچه گونیون پیدا کرد. هائه بورو نام این کودک را گئوموا به معنای قورباغه طلایی (یا حلزون طلایی) گذاشت و بعدها او را ولیعهد کرد.
هائه بورو زمانی که پایتخت را به شرق به گاسئوپون کنار دریای ژاپن (دریای شرقی) منتقل کرد، دانگ بویو را (کره‌ای: 가섭원; هانجا: 迦葉原) تأسیس کرد.

## سلطنت و مرگ
وی بعد از مرگ پدرش در حدود سال ۵۹ ق. م بر تخت سلطنت نشست و از دشمنان سرسخت امپراتوری چینی هان بود. او موفق شد جولبون را مجدداً عضوی از بویو گرداند.
بعد از فرار جومونگ به جولبون برای نابودی جومونگ با هان متحد شد اما به جایی نرسید و با سقوط زوانتو، گوگوریو در سال ۳۷ ق. م تأسیس شد و قدرت بویو رو به افول نهاد.
گوموا در اواخر عمر از سلطنت کناره‌گیری کرد و آن را به پسرش تسو سپرد و وقتی به اتفاق فرزندش یونگ پو به بیرون از قصر رفت به دست مزدوران فرماندار لیوندانگ کشته شد.